# Бостандик (Сариагаський район)
Бостанди́к (каз. Бостандық) — село у складі Сариагаського району Туркестанської області Казахстану. Адміністративний центр Жартитобинського сільського округу.
До 1993 року село називалось Новоабад.
Населення — 3519 осіб (2021; 2687 у 2009, 1949 у 1999, 1528 у 1989).